# Пирс, Боб
Роберт Эдвард «Боб» Пирс (англ. Robert Edward "Bob" Pearce; 29 февраля 1908, Уайаконда, округ Кларк, Миссури, США — 15 марта 1996, Ллойдминстер, Альберта, Канада) — американский борец вольного стиля, чемпион Олимпийских игр. 

## Биография
Начал заниматься борьбой в старших классах переехав в Оклахому. Тренировался у Оскара Берга, который также тренировал ещё одного олимпийского чемпиона Джека Ван Беббера. В 1926-1928 годах становился чемпионом штата среди старших школьников, в 1929 и 1930 годах побеждал на чемпионате США, в 1931 году победил на национальных университетских соревнованиях, в 1932 году занял на них же второе место. 
На Летних Олимпийских играх 1932 года в Лос-Анджелесе выступал в категории до 56 килограммов (наилегчайший вес); титул оспаривали 8 человек. Выбывание из турнира проходило по мере накопления штрафных баллов. Схватку судили трое судей, за чистую победу штрафные баллы не начислялись, за победу решением судей при любом соотношении голосов начислялся 1 штрафной балл, за проигрыш решением 2-1 начислялись 2 штрафных балла, проигрыш решением 3-0 и чистый проигрыш карался 3 штрафными баллами.
Победив во всех схватках, Боб Пирс стал олимпийским чемпионом.
| Круг | Соперник            | Страна         | Результат | Основание             | Время схватки |
| ---- | ------------------- | -------------- | --------- | --------------------- | ------------- |
| 1    | Эдён Зомбори        | Венгрия        | Победа    | 3-0 (1 штрафной балл) | -             |
| 2    | Жюльен Депуйшаффрай | Франция        | Победа    | 3-0 (1 штрафной балл) | -             |
| 3    | Джо Рейд            | Великобритания | Победа    | 3-0 (1 штрафной балл) | -             |
| 4    | Аатос Яскари        | Финляндия      | Победа    | 3-0 (1 штрафной балл) | -             |

После колледжа стал профессиональным борцом, затем был тренером в частности в Mesa Junior College, в городе Гранд-Джанкшн, Колорадо. Умер в 1996 году в Канаде.